# هیوکورت
هیوکورت (به مجاری:  Hejőkürt) یک منطقهٔ مسکونی در مجارستان است که در بورشود-آبااوی-زمپلن واقع شده‌است.